# Llista de topònims de Sant Vicenç dels Horts
Llista de topònims (noms propis de lloc) del municipi de Sant Vicenç dels Horts, al Baix Llobregat
Informació actualitzada per un bot. Els canvis manuals es perdran quan s'actualitzi!

## casa
| imatge | Nom                                            | Ubicat a               | instància de | Detalls                                                                             | coordenades                                                                                    | Protecció                                            | Commons (més fotos)                                | Dades a WD                    |
| ------ | ---------------------------------------------- | ---------------------- | ------------ | ----------------------------------------------------------------------------------- | ---------------------------------------------------------------------------------------------- | ---------------------------------------------------- | -------------------------------------------------- | ----------------------------- |
|        | Ca n'Aymerich                                  | Sant Vicenç dels Horts | casa         | Estil: noucentisme                                                                  | 41° 23′ 30″ N, 2° 00′ 44″ E / 41.391588888889°N,2.0121288888889°E ca:Carrer Nou 63-69          | bé integrant del patrimoni cultural català           | Ca n'Aymerich                                      | Modifica les dades a Wikidata |
|        | Cal Font                                       | Sant Vicenç dels Horts | casa         | Estil: arquitectura modernista noucentisme 1920                                     | 41° 23′ 35″ N, 2° 00′ 35″ E / 41.39305°N,2.009779°E ca:Plaça de la Vila, 3-4                   | bé integrant del patrimoni cultural català           | Cal Font (Sant Vicenç dels Horts)                  | Modifica les dades a Wikidata |
|        | Cal Sió                                        | Sant Vicenç dels Horts | casa         | Estil: noucentisme                                                                  | 41° 23′ 17″ N, 2° 00′ 40″ E / 41.388012°N,2.011039°E ca:Plaça Carme Llinàs, 1                  | bé cultural d'interès local                          | Cal Sió (Sant Vicenç dels Horts)                   | Modifica les dades a Wikidata |
|        | Cal Turó                                       | Sant Vicenç dels Horts | casa         | Estil: noucentisme                                                                  | 41° 23′ 35″ N, 2° 00′ 28″ E / 41.39318°N,2.007715°E ca:Passatge Turó, 18-20                    | bé integrant del patrimoni cultural català           | Casal Turó                                         | Modifica les dades a Wikidata |
|        | Cal Valeri                                     | Sant Vicenç dels Horts | casa         | Arquitecte: Salvador Valeri i Pupurull Estil: arquitectura modernista 1911          | 41° 23′ 47″ N, 2° 00′ 34″ E / 41.396299°N,2.009335°E ca:carrer Barcelona, 134                  | bé integrant del patrimoni cultural català           | Casa Valeri (Sant Vicenç dels Horts)               | Modifica les dades a Wikidata |
|        | Cal Valls                                      | Sant Vicenç dels Horts | casa         | Arquitecte: Melcior Vinyals i Muñoz Estil: arquitectura modernista 1910             | 41° 23′ 26″ N, 2° 00′ 38″ E / 41.390511°N,2.010536°E ca:Carrer Alselm Clavé, 19                |                                                      |                                                    | Modifica les dades a Wikidata |
|        | Can Comamala                                   | Sant Vicenç dels Horts | casa         | Estil: arquitectura eclèctica                                                       | 41° 23′ 46″ N, 2° 00′ 29″ E / 41.396242°N,2.008059°E ca:Carrer de Mossèn Jacint Verdaguer, 115 | bé cultural d'interès local                          | Can Comamala                                       | Modifica les dades a Wikidata |
|        | Can Mallol de la Muntanya                      | Sant Vicenç dels Horts | casa         | Estil: arquitectura popular                                                         | 41° 22′ 52″ N, 2° 00′ 43″ E / 41.380975°N,2.011877°E ca:Camí de Sant Roc, 2                    | bé cultural d'interès local                          |                                                    | Modifica les dades a Wikidata |
|        | Can Pasqual                                    | Sant Vicenç dels Horts | casa         |                                                                                     | 41° 22′ 51″ N, 2° 00′ 46″ E / 41.380769°N,2.012687°E 74 msnm                                   |                                                      |                                                    | Modifica les dades a Wikidata |
|        | Can Reverter                                   | Sant Vicenç dels Horts | casa         | Estil: noucentisme                                                                  | 41° 23′ 33″ N, 2° 00′ 28″ E / 41.392598°N,2.00791°E ca:Carrer Torres i Bages, 11-15            | bé cultural d'interès local                          | Can Reverter                                       | Modifica les dades a Wikidata |
|        | Casa Boloix                                    | Sant Vicenç dels Horts | casa         | Arquitecte: Melcior Vinyals i Muñoz Estil: noucentisme arquitectura modernista 1921 | 41° 23′ 15″ N, 2° 00′ 45″ E / 41.3875°N,2.0124°E ca:Carrer Ferrés i Costa, 52                  | bé integrant del patrimoni cultural català           | Casa Boloix                                        | Modifica les dades a Wikidata |
|        | Casa Germans Puig                              | Sant Vicenç dels Horts | casa         | Estil: arquitectura modernista 1932                                                 | 41° 23′ 15″ N, 2° 00′ 40″ E / 41.387619°N,2.011059°E ca:Plaça Carme Llinàs, 3-4                |                                                      | Casa Germans Puig                                  | Modifica les dades a Wikidata |
|        | Castell de Sant Vicenç                         | Sant Vicenç dels Horts | casa         | Estat: enderrocat o destruït                                                        |                                                                                                | bé d'interès cultural bé cultural d'interès nacional | Can Perals                                         | Modifica les dades a Wikidata |
|        | Torre Orris                                    | Sant Vicenç dels Horts | casa         | Arquitecte: Melcior Vinyals i Muñoz Estil: noucentisme                              | 41° 24′ 04″ N, 2° 00′ 31″ E / 41.40106°N,2.00857°E ca:Serral, 36-38                            | bé cultural d'interès local                          | Torre Orris                                        | Modifica les dades a Wikidata |
|        | habitatge a la plaça Carme de Llinàs, 7        | Sant Vicenç dels Horts | casa         | Estil: noucentisme                                                                  | 41° 23′ 16″ N, 2° 00′ 42″ E / 41.38773°N,2.01167°E ca:Plaça Carme Llinàs, 7-9                  | bé integrant del patrimoni cultural català           | Plaça Carme de Llinàs, 7 (Sant Vicenç dels Horts)  | Modifica les dades a Wikidata |
|        | habitatge al carrer Abadessa Reverter          | Sant Vicenç dels Horts | casa         | Estil: noucentisme                                                                  | 41° 23′ 15″ N, 2° 00′ 43″ E / 41.387382°N,2.01201°E                                            | bé cultural d'interès local                          | Habitatge al carrer Abadessa Reverter              | Modifica les dades a Wikidata |
|        | habitatge al carrer Barcelona, 138             | Sant Vicenç dels Horts | casa         | Estil: noucentisme                                                                  | 41° 23′ 47″ N, 2° 00′ 33″ E / 41.39641°N,2.00926°E                                             | bé integrant del patrimoni cultural català           | Barcelona, 138 (Sant Vicenç dels Horts)            | Modifica les dades a Wikidata |
|        | habitatge al carrer Barcelona, 144             | Sant Vicenç dels Horts | casa         | Arquitecte: Salvador Valeri i Pupurull Estil: arquitectura modernista 1905          | 41° 23′ 48″ N, 2° 00′ 33″ E / 41.396542°N,2.009193°E ca:Carrer Barcelona, 144                  | bé integrant del patrimoni cultural català           | Barcelona, 144 (Sant Vicenç dels Horts)            | Modifica les dades a Wikidata |
|        | habitatge al carrer Barcelona, 159             | Sant Vicenç dels Horts | casa         | Estil: arquitectura eclèctica                                                       | 41° 23′ 49″ N, 2° 00′ 32″ E / 41.39705°N,2.00892°E                                             | bé integrant del patrimoni cultural català           | Barcelona, 159 (Sant Vicenç dels Horts)            | Modifica les dades a Wikidata |
|        | habitatge al carrer Barcelona, 233             | Sant Vicenç dels Horts | casa         | Estil: arquitectura modernista 1905                                                 | 41° 23′ 56″ N, 2° 00′ 27″ E / 41.398801°N,2.007607°E ca:Carrer Barcelona, 233                  | bé integrant del patrimoni cultural català           | Barcelona, 233 (Sant Vicenç dels Horts)            | Modifica les dades a Wikidata |
|        | habitatge al carrer Barcelona, 4               | Sant Vicenç dels Horts | casa         | Estil: arquitectura eclèctica                                                       | 41° 23′ 36″ N, 2° 00′ 40″ E / 41.39342°N,2.01118°E                                             | bé integrant del patrimoni cultural català           | Barcelona, 4 (Sant Vicenç dels Horts)              | Modifica les dades a Wikidata |
|        | habitatge al carrer Ferrés i Costa, 64         | Sant Vicenç dels Horts | casa         | Estil: noucentisme                                                                  | 41° 23′ 14″ N, 2° 00′ 46″ E / 41.38715°N,2.0128°E                                              | bé integrant del patrimoni cultural català           | Ferrés i Costa, 64 (Sant Vicenç dels Horts)        | Modifica les dades a Wikidata |
|        | habitatge al carrer Jacint Verdaguer, 171      | Sant Vicenç dels Horts | casa         | Estil: noucentisme                                                                  | 41° 23′ 52″ N, 2° 00′ 27″ E / 41.397707°N,2.007485°E ca:Jacint Verdaguer, 171                  | bé integrant del patrimoni cultural català           | Jacint Verdaguer 171 (Sant Vicenç dels Horts)      | Modifica les dades a Wikidata |
|        | habitatge al carrer Sant Miquel, 4             | Sant Vicenç dels Horts | casa         | Estil: noucentisme Estat: enderrocat o destruït                                     | 41° 23′ 38″ N, 2° 00′ 33″ E / 41.393882°N,2.00915°E ca:Carrer de Sant Miquel, 2-4              | bé integrant del patrimoni cultural català           |                                                    | Modifica les dades a Wikidata |
|        | habitatges al carrer Jacint Verdaguer, 191-197 | Sant Vicenç dels Horts | casa         | Estil: noucentisme                                                                  | 41° 23′ 54″ N, 2° 00′ 25″ E / 41.398371°N,2.007027°E                                           | bé cultural d'interès local                          | Jacint Verdaguer, 191-197 (Sant Vicenç dels Horts) | Modifica les dades a Wikidata |
|        | habitatges al carrer Jacint Verdaguer, 97-103  | Sant Vicenç dels Horts | casa         | Estil: noucentisme                                                                  | 41° 23′ 45″ N, 2° 00′ 30″ E / 41.39588°N,2.00823°E ca:Mossèn J. Verdaguer, 97-103              | bé integrant del patrimoni cultural català           | Jacint Verdaguer 97-103 (Sant Vicenç dels Horts)   | Modifica les dades a Wikidata |

## edifici
| imatge | Nom                                                    | Ubicat a               | instància de | Detalls                     | coordenades                                                                         | Protecció                                  | Commons (més fotos)                          | Dades a WD                    |
| ------ | ------------------------------------------------------ | ---------------------- | ------------ | --------------------------- | ----------------------------------------------------------------------------------- | ------------------------------------------ | -------------------------------------------- | ----------------------------- |
|        | Cal Pofrare                                            | Sant Vicenç dels Horts | edifici      | Estil: arquitectura popular | 41° 23′ 38″ N, 2° 00′ 38″ E / 41.39391°N,2.0106°E                                   | bé integrant del patrimoni cultural català | Cal Pofrare                                  | Modifica les dades a Wikidata |
|        | Casa Baudilio Boloix                                   | Sant Vicenç dels Horts | edifici      | Estil: noucentisme          | 41° 23′ 41″ N, 2° 00′ 37″ E / 41.39465°N,2.01015°E                                  | bé integrant del patrimoni cultural català |                                              | Modifica les dades a Wikidata |
|        | Escola Sant Josep                                      | Sant Vicenç dels Horts | edifici      |                             | 41° 24′ 04″ N, 2° 00′ 09″ E / 41.40114124790391°N,2.0025372505187993°E              |                                            |                                              | Modifica les dades a Wikidata |
|        | Torre Negra                                            | Sant Vicenç dels Horts | edifici      | Estil: noucentisme          | 41° 23′ 49″ N, 2° 00′ 23″ E / 41.39683°N,2.00645°E                                  | bé integrant del patrimoni cultural català |                                              | Modifica les dades a Wikidata |
|        | la Caixa de Pensions                                   | Sant Vicenç dels Horts | edifici      | Estil: noucentisme          | 41° 23′ 35″ N, 2° 00′ 37″ E / 41.39314°N,2.01033°E ca:Mossèn Josep Duran, núm. 9-13 | bé integrant del patrimoni cultural català | Caixa de Pensions (Sant Vicenç dels Horts)   | Modifica les dades a Wikidata |
|        | la Rectoria                                            | Sant Vicenç dels Horts | edifici      | Estil: noucentisme          | 41° 23′ 34″ N, 2° 00′ 39″ E / 41.3928°N,2.01097°E                                   | bé integrant del patrimoni cultural català |                                              | Modifica les dades a Wikidata |
|        | restes del pont de la Palanca de la riera de Torrelles | Sant Vicenç dels Horts | edifici      |                             |                                                                                     | bé cultural d'interès local                | Pilar de la passera de la riera de Torrelles | Modifica les dades a Wikidata |

## edifici residencial
| imatge | Nom                       | Ubicat a               | instància de        | Detalls                       | coordenades | Protecció | Commons (més fotos) | Dades a WD                    |
| ------ | ------------------------- | ---------------------- | ------------------- | ----------------------------- | --- | --------- | ------------------- | ----------------------------- |
|        | Cal Groc                  | Sant Vicenç dels Horts | edifici residencial |                               | 41° 23′ 53″ N, 2° 00′ 32″ E / 41.39794158935547°N,2.0090129375457764°E ca:Carrer de la Mare de Déu de Montserrat, 2-4 |           |                     | Modifica les dades a Wikidata |
|        | Cal Martí Trench          | Sant Vicenç dels Horts | edifici residencial |                               | 41° 23′ 43″ N, 2° 00′ 36″ E / 41.3951530456543°N,2.0099709033966064°E ca:Carrer de Barcelona, 82-84                   |           |                     | Modifica les dades a Wikidata |
|        | Cal Mata del Turó         | Sant Vicenç dels Horts | edifici residencial | Estil: arquitectura eclèctica | 41° 23′ 35″ N, 2° 00′ 31″ E / 41.39307403564453°N,2.008583068847656°E ca:Torres i Bages, 17-19                        |           |                     | Modifica les dades a Wikidata |
|        | Can Costa                 | Sant Vicenç dels Horts | edifici residencial |                               | 41° 23′ 34″ N, 2° 00′ 41″ E / 41.392879486083984°N,2.0114920139312744°E ca:Carrer Nou, 11-17                          |           |                     | Modifica les dades a Wikidata |
|        | Casa Bernabeu             | Sant Vicenç dels Horts | edifici residencial | Estil: noucentisme            | 41° 23′ 11″ N, 2° 00′ 44″ E / 41.38634490966797°N,2.012187957763672°E ca:Carrer de Santa Clara, 15                    |           |                     | Modifica les dades a Wikidata |
|        | Casa Boloix (II)          | Sant Vicenç dels Horts | edifici residencial | Estil: noucentisme            | 41° 23′ 16″ N, 2° 00′ 44″ E / 41.38767623901367°N,2.0122640132904053°E ca:Ferrés i Costa, 48                          |           |                     | Modifica les dades a Wikidata |
|        | Casa Dalmau               | Sant Vicenç dels Horts | edifici residencial | Estil: modernisme català      | 41° 23′ 54″ N, 2° 00′ 28″ E / 41.39823532104492°N,2.0078799724578857°E ca:Carrer Barcelona, 233                       |           |                     | Modifica les dades a Wikidata |
|        | Casa Francesc Figuerola   | Sant Vicenç dels Horts | edifici residencial | Estil: noucentisme            | 41° 23′ 12″ N, 2° 00′ 45″ E / 41.38664245605469°N,2.0124340057373047°E ca:Carrer de la Unitat, 9                      |           |                     | Modifica les dades a Wikidata |
|        | Casa Prudència Merenciano | Sant Vicenç dels Horts | edifici residencial | Estil: noucentisme            | 41° 23′ 11″ N, 2° 00′ 43″ E / 41.38630676269531°N,2.011997938156128°E ca:Carrer de Santa Clara, 17                    |           |                     | Modifica les dades a Wikidata |
|        | Cases Ferrés              | Sant Vicenç dels Horts | edifici residencial | Estil: noucentisme            | 41° 23′ 26″ N, 2° 00′ 35″ E / 41.39046478271485°N,2.009829044342041°E ca:Carrer Rafael Casanova, 125, 127 i 129       |           |                     | Modifica les dades a Wikidata |
|        | Cases Ubach (Cal Prat)    | Sant Vicenç dels Horts | edifici residencial | Estil: modernisme català      | 41° 23′ 36″ N, 2° 00′ 33″ E / 41.39322280883789°N,2.0091850757598877°E ca:Carrer de Sant Miquel, 12-14                |           |                     | Modifica les dades a Wikidata |
|        | Cases Vicenç Mata         | Sant Vicenç dels Horts | edifici residencial | Estil: arquitectura eclèctica | 41° 23′ 31″ N, 2° 00′ 31″ E / 41.39181137084961°N,2.0085320472717285°E ca:Mestre Ramon Camps                          |           |                     | Modifica les dades a Wikidata |

## església
| imatge | Nom                                | Ubicat a               | instància de     | Detalls       | coordenades                                                                                    | Protecció                                  | Commons (més fotos)                | Dades a WD                    |
| ------ | ---------------------------------- | ---------------------- | ---------------- | ------------- | ---------------------------------------------------------------------------------------------- | ------------------------------------------ | ---------------------------------- | ----------------------------- |
|        | Sant Josep                         | Sant Vicenç dels Horts | església         |               | 41° 24′ 07″ N, 2° 00′ 19″ E / 41.4019125604953°N,2.00537293480028°E ca:Carrer Girona, 2        |                                            |                                    | Modifica les dades a Wikidata |
|        | Sant Roc                           | Sant Vicenç dels Horts | església capella |               | 41° 22′ 49″ N, 2° 00′ 43″ E / 41.380348°N,2.011815°E ca:Carrer Mallol. Avinguda de Sant Roc, 2 |                                            |                                    | Modifica les dades a Wikidata |
|        | església Parroquial de Sant Vicenç | Sant Vicenç dels Horts | església         | Estil: barroc | 41° 23′ 34″ N, 2° 00′ 39″ E / 41.3929°N,2.01083°E ca:Plaça de Sant Jordi, 1-4                  | bé integrant del patrimoni cultural català | Església de Sant Vicenç dels Horts | Modifica les dades a Wikidata |

## estació de ferrocarril
| imatge | Nom                               | Ubicat a               | instància de                   | Detalls | coordenades                                                       | Protecció | Commons (més fotos) | Dades a WD                    |
| ------ | --------------------------------- | ---------------------- | ------------------------------ | ------- | ----------------------------------------------------------------- | --------- | ------------------- | ----------------------------- |
|        | Estació de Can Ros                | Sant Vicenç dels Horts | estació de ferrocarril         |         | 41° 23′ 58″ N, 2° 00′ 18″ E / 41.399325°N,2.0049638888889°E       |           |                     | Modifica les dades a Wikidata |
|        | Estació de Quatre Camins          | Sant Vicenç dels Horts | estació de ferrocarril edifici |         | 41° 24′ 25″ N, 2° 00′ 06″ E / 41.406955555556°N,2.0016361111111°E |           |                     | Modifica les dades a Wikidata |
|        | Estació de Sant Vicenç dels Horts | Sant Vicenç dels Horts | estació de ferrocarril         |         | 41° 23′ 17″ N, 2° 00′ 45″ E / 41.388138888889°N,2.0124638888889°E |           |                     | Modifica les dades a Wikidata |

## estructura arquitectònica
| imatge | Nom                     | Ubicat a               | instància de              | Detalls                         | coordenades | Protecció                                  | Commons (més fotos) | Dades a WD                    |
| ------ | ----------------------- | ---------------------- | ------------------------- | ------------------------------- | --- | ------------------------------------------ | ------------------- | ----------------------------- |
|        | Cafè Carbonell          | Sant Vicenç dels Horts | estructura arquitectònica | Estil: arquitectura neoclàssica | 41° 23′ 41″ N, 2° 00′ 37″ E / 41.39479064941406°N,2.0102269649505615°E ca:Carrer Barcelona, 6                           |                                            |                     | Modifica les dades a Wikidata |
|        | Centre Catòlic          | Sant Vicenç dels Horts | estructura arquitectònica | Estil: noucentisme              | 41° 23′ 31″ N, 2° 00′ 31″ E / 41.39202117919922°N,2.0085320472717285°E ca:Torres i Bages, 2                             | bé integrant del patrimoni cultural català |                     | Modifica les dades a Wikidata |
|        | Centre Cultural i Cívic | Sant Vicenç dels Horts | estructura arquitectònica |                                 | 41° 23′ 54″ N, 2° 00′ 34″ E / 41.39825820922851°N,2.0094480514526367°E ca:Carretera de Sant Boi / Parc del Mamut Venux, |                                            |                     | Modifica les dades a Wikidata |
|        | Forn romà de les Voltes | Sant Vicenç dels Horts | estructura arquitectònica |                                 | 41° 23′ 35″ N, 2° 00′ 41″ E / 41.39313125610352°N,2.011461019515991°E ca:Carrer Nou, 1-9                                |                                            |                     | Modifica les dades a Wikidata |
|        | Pou de Can Comamala     | Sant Vicenç dels Horts | estructura arquitectònica | Estil: noucentisme              | 41° 23′ 46″ N, 2° 00′ 29″ E / 41.39613342285156°N,2.008143901824951°E ca:Carrer de Mossèn Jacint Verdaguer, 115         |                                            |                     | Modifica les dades a Wikidata |

## masia
| imatge | Nom          | Ubicat a               | instància de | Detalls                     | coordenades                                                                                          | Protecció                                  | Commons (més fotos) | Dades a WD                    |
| ------ | ------------ | ---------------------- | ------------ | --------------------------- | --- | ------------------------------------------ | ------------------- | ----------------------------- |
|        | Can Coll     | Sant Vicenç dels Horts | masia        | Estil: arquitectura popular | 41° 23′ 08″ N, 2° 00′ 27″ E / 41.3855095306913°N,2.0074050222354°E                                   | bé cultural d'interès local                |                     | Modifica les dades a Wikidata |
|        | Can Costa    | Sant Vicenç dels Horts | masia        | Estil: arquitectura popular | 41° 23′ 14″ N, 1° 59′ 28″ E / 41.3871072278752°N,1.99122220941115°E                                  | bé cultural d'interès local                |                     | Modifica les dades a Wikidata |
|        | Can Pujador  | Sant Vicenç dels Horts | masia        | Estil: arquitectura popular | 41° 24′ 06″ N, 2° 00′ 04″ E / 41.401571°N,2.001159°E ca:Carrer Albacete, 2 / Carrer Molí dels Frares | bé cultural d'interès local                | Can Pujador         | Modifica les dades a Wikidata |
|        | Can Sala     | Sant Vicenç dels Horts | masia        |                             | 41° 24′ 11″ N, 2° 00′ 23″ E / 41.4031102738815°N,2.00638351784656°E ca:Carrer Serral, 106            | bé cultural d'interès local                |                     | Modifica les dades a Wikidata |
|        | Torre Blanca | Sant Vicenç dels Horts | masia        | Estil: noucentisme          | 41° 23′ 49″ N, 2° 00′ 21″ E / 41.3969984545717°N,2.00583065300633°E                                  | bé integrant del patrimoni cultural català |                     | Modifica les dades a Wikidata |

## muntanya
| imatge | Nom               | Ubicat a                                                               | instància de | Detalls | coordenades                                                       | Protecció | Commons (més fotos)                   | Dades a WD                    |
| ------ | ----------------- | ---------------------------------------------------------------------- | ------------ | ------- | ----------------------------------------------------------------- | --------- | ------------------------------------- | ----------------------------- |
|        | Montpedrós        | Sant Vicenç dels Horts Santa Coloma de Cervelló Torrelles de Llobregat | muntanya     |         | 41° 22′ 10″ N, 2° 00′ 10″ E / 41.3694°N,2.00289°E 348 msnm        |           | Montpedrós (Santa Coloma de Cervelló) | Modifica les dades a Wikidata |
|        | Puig Castellar    | Cervelló Sant Vicenç dels Horts                                        | muntanya     |         | 41° 23′ 50″ N, 1° 59′ 43″ E / 41.39727778°N,1.99522222°E 186 msnm |           | Puig Castellar (Cervelló)             | Modifica les dades a Wikidata |
|        | Puig de Rocabruna | Cervelló Sant Vicenç dels Horts                                        | muntanya     |         | 41° 22′ 49″ N, 1° 58′ 41″ E / 41.3803°N,1.97803°E 301 msnm        |           |                                       | Modifica les dades a Wikidata |

## mural
| imatge | Nom                             | Ubicat a               | instància de | Detalls | coordenades | Protecció | Commons (més fotos) | Dades a WD                    |
| ------ | ------------------------------- | ---------------------- | ------------ | ------- | --- | --------- | ------------------- | ----------------------------- |
|        | Mural Un món creatiu i solidari | Sant Vicenç dels Horts | mural        |         | 41° 23′ 17″ N, 2° 00′ 29″ E / 41.38801956176758°N,2.00809097290039°E ca:La Foneria. Carrer del Claverol            |           |                     | Modifica les dades a Wikidata |
|        | Murals Sutura Urbana            | Sant Vicenç dels Horts | mural        |         | 41° 23′ 27″ N, 2° 00′ 36″ E / 41.39090347290039°N,2.009999990463257°E ca:Carrer Rafael Casanova. Tunel sota la via |           |                     | Modifica les dades a Wikidata |

## polígon industrial
| imatge | Nom                                 | Ubicat a               | instància de       | Detalls | coordenades                                                         | Protecció | Commons (més fotos) | Dades a WD                    |
| ------ | ----------------------------------- | ---------------------- | ------------------ | ------- | ------------------------------------------------------------------- | --------- | ------------------- | ----------------------------- |
|        | Polígon industrial Bofarull         | Sant Vicenç dels Horts | polígon industrial |         | 41° 24′ 11″ N, 2° 00′ 17″ E / 41.4030320303725°N,2.00462610000452°E |           |                     | Modifica les dades a Wikidata |
|        | Polígon industrial Can Coll         | Sant Vicenç dels Horts | polígon industrial |         | 41° 23′ 09″ N, 2° 00′ 27″ E / 41.3856992808424°N,2.00747389716732°E |           |                     | Modifica les dades a Wikidata |
|        | Polígon industrial La Barruana      | Sant Vicenç dels Horts | polígon industrial |         | 41° 23′ 14″ N, 2° 00′ 21″ E / 41.3871545027316°N,2.00596867272536°E |           |                     | Modifica les dades a Wikidata |
|        | Polígon industrial Les Fallulles    | Sant Vicenç dels Horts | polígon industrial |         | 41° 24′ 23″ N, 1° 59′ 45″ E / 41.4064603034818°N,1.99592383352073°E |           |                     | Modifica les dades a Wikidata |
|        | Polígon industrial Molí dels Frares | Sant Vicenç dels Horts | polígon industrial |         | 41° 24′ 11″ N, 1° 59′ 59″ E / 41.403070656483°N,1.99973250544793°E  |           |                     | Modifica les dades a Wikidata |
|        | Polígon industrial Pla d'en Ricard  | Sant Vicenç dels Horts | polígon industrial |         | 41° 24′ 31″ N, 2° 00′ 23″ E / 41.4086871015838°N,2.00652586937876°E |           |                     | Modifica les dades a Wikidata |
|        | Polígon industrial Sant Antoni      | Sant Vicenç dels Horts | polígon industrial |         | 41° 23′ 01″ N, 2° 00′ 18″ E / 41.383481093881°N,2.00511568069167°E  |           |                     | Modifica les dades a Wikidata |

## Misc
| imatge | Nom                                    | Ubicat a                                                                          | instància de                                                                   | Detalls | coordenades | Protecció                                  | Commons (més fotos)                       | Dades a WD                    |
| ------ | -------------------------------------- | --------------------------------------------------------------------------------- | ------------------------------------------------------------------------------ | --- | --- | ------------------------------------------ | ----------------------------------------- | ----------------------------- |
|        | Barri del Poble Nou                    | Sant Vicenç dels Horts                                                            | conjunt urbà                                                                   | Estil: noucentisme | 41° 23′ 14″ N, 2° 00′ 42″ E / 41.38728332519531°N,2.0117099285125732°E ca:Carrers Abadessa Reverter, Canalejas, Ferrés Costa, Santa Clara, Unitat, i plaça de Carme Llinàs | bé integrant del patrimoni cultural català |                                           | Modifica les dades a Wikidata |
|        | Biblioteca les Voltes                  | Sant Vicenç dels Horts                                                            | edifici públic                                                                 | | 41° 23′ 35″ N, 2° 00′ 41″ E / 41.39315032958984°N,2.0115039348602295°E ca:Carrer Nou, 1-9                                                                                  |                                            |                                           | Modifica les dades a Wikidata |
|        | Casa de la Vila                        | Sant Vicenç dels Horts                                                            | casa consistorial                                                              | Estil: arquitectura modernista | 41° 23′ 36″ N, 2° 00′ 34″ E / 41.393206°N,2.009516°E ca:Plaça de la Vila, 1                                                                                                | bé integrant del patrimoni cultural català | Casa de la Vila (Sant Vicenç dels Horts)  | Modifica les dades a Wikidata |
|        | Fàbrica Ciments Molins                 | Sant Vicenç dels Horts                                                            | fàbrica de ciment                                                              | | 41° 24′ 22″ N, 1° 59′ 57″ E / 41.40604209861075°N,1.999168395996094°E |                                            | Fàbrica Ciments Molins                    | Modifica les dades a Wikidata |
|        | Jaciment Arqueològic de Puig Castellar | Sant Vicenç dels Horts Cervelló                                                   | jaciment arqueològic                                                           | | 41° 23′ 44″ N, 1° 59′ 09″ E / 41.395677°N,1.985865°E | bé cultural d'interès local                |                                           | Modifica les dades a Wikidata |
|        | Llobregat                              | Catalunya província de Barcelona Catalunya Central Àmbit Metropolità de Barcelona | riu                                                                            | Desemboca: mar Mediterrània Llarg: 175km Conca: 4948.3km²                                                                               | 42° 16′ 57″ N, 2° 00′ 46″ E / 42.282412°N,2.012826°E 41° 18′ 08″ N, 2° 07′ 55″ E / 41.302248°N,2.131948°E                                                                  |                                            | Llobregat                                 | Modifica les dades a Wikidata |
|        | Molí dels Frares                       | Sant Vicenç dels Horts                                                            | molí d'aigua                                                                   | Estil: arquitectura gòtica | 41° 24′ 13″ N, 2° 00′ 00″ E / 41.4035°N,2.00009°E ca:Plaça del Molí, 1 | bé cultural d'interès local                | Molí dels Frares (Sant Vicenç dels Horts) | Modifica les dades a Wikidata |
|        | Monument a Anselm Clavé                | Sant Vicenç dels Horts                                                            | monument                                                                       | | 41° 23′ 36″ N, 2° 00′ 36″ E / 41.39329528808594°N,2.0101120471954346°E ca:Plaça de la Vila                                                                                 |                                            |                                           | Modifica les dades a Wikidata |
|        | Roca Rigol                             | Sant Vicenç dels Horts                                                            | indret                                                                         | | 41° 24′ 17″ N, 2° 00′ 05″ E / 41.40472236565673°N,2.0014375448226933°E |                                            |                                           | Modifica les dades a Wikidata |
|        | Sant Vicenç dels Horts                 | Sant Vicenç dels Horts                                                            | entitat singular de població capital municipal ens local històric de Catalunya | 28595 hab | 41° 23′ 35″ N, 2° 00′ 25″ E / 41.39317°N,2.00689°E 23 msnm |                                            |                                           | Modifica les dades a Wikidata |
|        | Torre d'aigua del carrer Aragó         | Sant Vicenç dels Horts                                                            | torre d'aigua                                                                  | | 41° 23′ 35″ N, 2° 00′ 30″ E / 41.39299774169922°N,2.0084714889526367°E ca:Carrer Aragó, 4                                                                                  |                                            |                                           | Modifica les dades a Wikidata |
|        | Viaducte de Sant Vicenç                | Molins de Rei Sant Vicenç dels Horts                                              | pont                                                                           | 1999 Travessa: Llobregat Ramal de mercaderies de Can Tunis LAV Madrid - Saragossa - Barcelona - Frontera Francesa Llarg: 350m Llum: 58m | 41° 23′ 27″ N, 2° 01′ 16″ E / 41.39082°N,2.021103°E |                                            | Viaducte de Sant Vicenç dels Horts        | Modifica les dades a Wikidata |
|        | canal de la Dreta del Llobregat        | Baix Llobregat                                                                    | canal canal de reg                                                             | Desemboca: mar Mediterrània | 41° 18′ 25″ N, 2° 06′ 48″ E / 41.30705222914242°N,2.1132159233093266°E |                                            | Canal de la Dreta del Llobregat           | Modifica les dades a Wikidata |
|        | creu de Can Ros                        | Sant Vicenç dels Horts                                                            | creu de terme                                                                  | Estil: neogòtic | 41° 24′ 05″ N, 2° 00′ 20″ E / 41.4015°N,2.00563°E ca:Carrer Girona | bé integrant del patrimoni cultural català | Creu de Can Ros                           | Modifica les dades a Wikidata |
|        | riera de Cervelló                      | Cervelló Sant Vicenç dels Horts                                                   | curs d'aigua                                                                   | Desemboca: Llobregat | 41° 24′ 21″ N, 2° 00′ 35″ E / 41.405720214995995°N,2.0097255706787114°E |                                            |                                           | Modifica les dades a Wikidata |
|        | serrat de la Torrassa                  | Santa Coloma de Cervelló Sant Vicenç dels Horts Torrelles de Llobregat            | serra                                                                          | | 41° 22′ 17″ N, 2° 00′ 01″ E / 41.3714°N,2.00036°E 351.8 msnm |                                            |                                           | Modifica les dades a Wikidata |